# Comunità ebraica di Forlì
Forlì è stata sede, per secoli, di una fiorente anche se non sempre numerosa comunità ebraica, in particolare nel periodo dell'autogoverno cittadino, fino al Cinquecento. Già nel XIII secolo, comunque, la presenza della comunità ebraica era attestata.

## La comunità
La Forlì medioevale vide la presenza di una fiorente comunità di Ebrei: si ha notizia dell'esistenza d'una scuola ebraica in città fin dal XIII secolo, mentre la più antica immagine italiana dell'araldica ebraica (1383) proviene da Forlì: si trova in un manoscritto appartenuto a un certo Daniele di Samuele, oggi al British Museum; inoltre, uno statuto civico forlivese del 1359 ci testimonia la stabilità della presenza degli Ebrei e dei loro banchi. Anche il cognome della famiglia ebrea Buzecchi (con le sue tante varianti) proviene dalla località forlivese di Bussecchio.
Insomma, Forlì fu un importante centro di affari e di vita culturale ebraica. Anzi, nel Medioevo, gli Ebrei a Forlì potevano possedere terreni e fabbricati. Col Cinquecento, però, la possibilità si restrinse ai soli fabbricati, anche a causa del passaggio della città al dominio diretto dello Stato della Chiesa.

## Il Congresso del 1418
Da segnalare, a tal proposito, l'importante congresso dei delegati delle comunità ebraiche di Padova, di Ferrara, di Bologna, delle città della Romagna e della Toscana, nonché di Roma, che fu convocato a Forlì il 18 maggio 1418: vi si presero decisioni sul comportamento (etico e sociale) che gli Ebrei avrebbero dovuto tenere e si inviò una delegazione al Papa Martino V per la conferma degli antichi privilegi e la concessione di nuovi.

## Manoscritti
A ulteriore riprova della significativa presenza ebraica nella Forlì medioevale, sono conservati, nell'Archivio di Stato di Forlì, dei registri dei secoli XVI e XVII avvolti con manoscritti medioevali ebraici in pergamena.

## Personalità ebraiche legate a Forlì
- Abraham ben Daniel - poeta e rabbino, che abitò a Forlì nel XVI secolo, e che scrisse il Sefer ha-Yashar
- Abraham ben Meshullam da Forlì - medico e scienziato, attivo nella seconda metà del XV secolo
- Eliezer ben Beniamin - che fu rabbino a Forlì nel XVI secolo
- Hillel ben Samuel da Verona - celebre rabbino e medico del XIII secolo, morto a Forlì
- Isacco da Forlì - scrittore del XV secolo attivo a Firenze
- Josef Israel ben Avraham da Forlì - scrittore, autore di un importante Sefer toledot adam
- Salomone ben Eliakim Finzi, o Panzi - che fu rabbino a Forlì nel XVI secolo e scrisse la Mafteaḥ ha-Gemara, nota anche come Clavis Gemarica (1536).